# Stone Age (Stone Age)
Albums de Stone Age
Les Chronovoyageurs
(1997)
Stone Age, souvent également titré L'Enchanteur, est le 1er album du groupe musical français Stone Age, sorti en septembre 1994. Le single est Zo laret.
L'essentiel de l'album (8 plages sur 10) présente un éventail de cartes postales et de clichés revisitant différentes facettes musicales de la Bretagne, excepté deux plages, Yesterday's Child et Reel Legend, qui célèbrent plutôt l'Irlande.
Graphiquement, cet album fait référence aux quatre éléments composant le monde en philosophie naturelle, à savoir l'eau, le feu, la terre et l'air, visibles dans les contours d'un triskèle qui deviendra, au fil des albums, le logo du groupe Stone Age. D'un point de vue musical, les sonorités de type celtique et traditionnel, essentiellement bretonnes, se mêlent toujours avec des arrangements plus contemporains, à la fois électro, disco, voire parfois dance.
Cet album valut au groupe Stone Age une nomination aux Victoires de la musique de l'année 1995, dans la catégorie "Musiques du monde".

## Liste des titres
1. Stonage
2. Zo Laret
3. Kervador
4. Ultra Breizh
5. Yesterday's Child
6. Kalon Mari
7. Sellet
8. Reel Legend
9. Stone Transe
10. Ti Plad

## Réception commerciale
En mai 1998, quatre ans après sa sortie, l'album culmine à 120 000 unités vendus avec une part importante écoulée au Japon, selon Le Télégramme.